# Matrículas automovilísticas de Zimbabue
Desde el año 2006, las placas de Zimbabue tienen un diseño de "ABC 1234". Las placas son idénticas a las de Gran Bretaña en cuanto a tamaño y color se refiere, ya que las traseras son amarillas y las delanteras de color blanco. En la actualidad, algunas placas tienen el escudo del país entre números y letras.
Las placas entre 1971 y 2006, las placas tenían un diseño de "123-456 A" y ambas placas amarillas.
Las placas militares desde 1971 tienen fondo negro con un diseño de "123 AB ÑÑ", donde "ÑÑ", representa el año (aunque la "ñ" no es emitida en Zimbabue, es un ejemplo para diferenciarlo de "123 AB").

## Ejemplos
de 1971 a 2006
| 123-456 A |
| 123-456 A |

de 1971 al presente (Militar), YY representa al año
| 123 AB YY |
| 123 AB YY |

2006 al presente
| ABC 1234 |
| ABC 1234 |

| ABC 1234 |
| ABC 1234 |